# Samuel Nathaniel Behrman
Samuel Nathaniel Behrman (9 de junio de 1893, Worcester, Massachusetts-9 de septiembre de 1973, Nueva York) fue un dramaturgo y guionista cinematográfico estadounidense.
Trabajó en periódicos y revistas de Nueva York y estudió drama en la Universidad Harvard. Su primera obra exitosa fue la comedia The Second Man de 1927, seguida de la popular Meteor de 1929, Brief Moment de 1931 y Biography de 1932. Entre sus más contundentes puestas en escena, se encuentran Rain from Heaven de 1934 y No Time for Comedy de 1939.